# Agmatyna
Agmatyna – organiczny związek chemiczny, należy do grupy amin biogennych. Powstaje w organizmie w wyniku dekarboksylacji argininy. Pełni funkcję neurotransmitera. Łatwo ulega tautomerii aminowo-iminowej.
W organizmie występuje w reakcjach:
H
2O + agmatyna → mocznik + putrescyna
arginina → CO
2 + agmatyna (dekarboksylacja)